# Binder+Co
Binder+Co ist ein österreichisches Unternehmen aus dem Bereich Umwelttechnik, Aufbereitungstechnik sowie Verpackungstechnik. Die 1894 in Graz gegründete Firma hat heute ihren Sitz im oststeirischen Gleisdorf.
Die Binder+Co Gruppe umfasst:
- Statec Binder GmbH
- Comec-Binder S.r.l.
- Bublon GmbH
- Binder+Co USA Inc.

## Geschichte
1894 wurde die Firma von Ludwig Binder in Graz-Eggenberg gegründet. Zu Beginn konzentrierte man sich auf das Bau- und Kunstschlossereihandwerk sowie in den nachfolgenden Jahren vor allem auf den Bereich der Eisenkonstruktionen. Bereits vor dem Ersten Weltkrieg beschäftigte der Grazer rund 40 Mitarbeiter.
Nach der Weltwirtschaftskrise der 1920er-Jahre und der damit verbundenen Rezession entwickelte sich das Unternehmen ab den 1940er-Jahren zu einem industriellen Mittelbetrieb mit zirka 130 Mitarbeitern.
Im Jahr 1954 wird das „System Binder“ für Vibrations-Siebmaschinen entwickelt und zunächst im Lebensmittelindustriebereich eingesetzt. Anfang 1960 begann man mit Technik zur Aufbereitung von Industriemineralien der Bauwirtschaft im neuen Betriebssitz in Gleisdorf, in dem man zum selben Zeitpunkt übersiedelt war.
Rund 10 Jahre später, im Jahr 1971, wurde Binder+Co in das österreichische Unternehmen voestalpine eingegliedert und somit verstaatlicht, um das Unternehmen mit weltweiter Vermarktung sicherzustellen. Gleichzeitig werden die ersten Großanlagen im Bereich der Industriemineralien konstruiert und gefertigt. 1978 werden Verpackungsanlagen für freifließende Schüttgüter entwickelt, 1989 folgten schließlich die ersten Maschinen für Recycling, die hauptsächlich im Glasrecycling eingesetzt werden.
1991 folgte eine Reprivatisierung des Unternehmens unter dem Mehrheitseigentum der von Herbert W. Liaunig gegründeten Auricon Beteiligungs AG. 1992 ging Binder+Co erstmals an die Börse, danach wurde es kurzzeitig an die Waagner-Biro Gruppe angegliedert. Seit 1999 fungiert Binder+Co wieder als eigenständige AG.
2008 machte das Unternehmen, das weltführend im Bereich des Glasrecycling und der Absiebung von schwer siebbaren Materialien ist, rund 74 Millionen Euro Umsatz bei durchschnittlich 230 Mitarbeitern.
Seit 27. Dezember 2006 notierte man wieder an der Wiener Börse.
Anfang März 2008 zog sich die Waagner-Biro Gruppe vollständig zurück. Durch die Einbringung der Verpackungstechnik-Aktivitäten in ein Joint Venture wurde die Binder+Co AG im Oktober 2008 mit 50,7 % Mehrheitseigentümerin der Statec Binder GmbH.
Im Jänner 2012 wurde das 100%-Tochterunternehmen Bublon GmbH gegründet. Damit schaffte Binder+Co eine solide Basis für die weltweite Vermarktung des im Herbst 2011 vorgestellten neuen Verfahrens zur Herstellung eines rein natürlichen Basismaterials für Baustoffe mit Dämm- und Isoliereigenschaften.
Anfang 2013 erfolgt die Gründung der Binder+Co Machinery (Tianjin) Ltd. in China, im Mai nimmt der neue Vertriebs-, Fertigungs- und Servicestandort den operativen Betrieb auf. Die Kernkomponenten der Binder+Co-Maschinen stammen dabei weiterhin aus Österreich, am neuen Standort erfolgt der Zusammenbau mit den vor Ort gefertigten Bauteilen.
Mit Ablauf des letzten Handelstags am 29. Juli 2016 zieht sich Binder+Co von der Börse zurück. Grund dafür ist die Verschärfung der bisherigen Marktmissbrauchsregeln, die auch für Emittenten im Dritten Markt der Wiener Börse mit einer substanziellen Erweiterung der Informationspflichten einhergeht.
Das US-amerikanische Tochterunternehmen Binder+Co USA Inc. mit Firmensitz in Denver, Colorado, nimmt mit August 2016 seine Tätigkeit als Vertriebs- und Servicetochter auf.

## Produktportfolio
Die Produktionslinie von Binder+Co umfasst drei große Bereiche: Umwelttechnik (Glas- und Papierrecycling), Aufbereitungstechnik (Kies- und Sandwerke, Sieb- und Trocknungstechnik) und Verpackungstechnik. Des Weiteren liefert das Unternehmen schlüsselfertige Gesamtanlagen.